# نادي جلونا غورا لكرة السلة
نادي جلونا غورا لكرة السلة (بالبولندية: Zastal Zielona Góra) هو فريق كرة سلة بولندي للمحترفين تأسس في سنة 1946 يقع مقره في جلونا غورا. ينافس في الدوري البولندي لكرة السلة ودوري أبطال أوروبا لكرة السلة. من أبرز اللاعبين الذين لعبوا معه جاني لوال.

## الإنجازات
- الدوري البولندي لكرة السلة

البطولة (3): 2012–13، 2014–15، 2015–16
الفضية (1): 2013–14
البرونزية (1): 2011–12
- كأس بولندا لكرة السلة

البطولة (2): 2015، 2017
- كأس السوبر البولندية لكرة السلة

البطولة (1): 2015

## وصلات خارجية
- الموقع الرسمي

قالب:دوري اتحاد في تي بي